# ظهر المدينة (كعيدنة)

تعديل مصدري - تعديل

ظهر المدينة هي إحدى قرى عزلة الغربي بمديرية كعيدنة التابعة لمحافظة حجة، بلغ تعداد سكانها 406 نسمة حسب تعداد اليمن لعام 2004.